# Charles Rigoulot
Charles Jean Rigoulot (n. 3 noiembrie 1903, Le Vésinet, Île-de-France, Franța – d. 22 august 1962, Paris, Région parisienne, Franța) a fost un halterofil, luptător profesionist, pilot de curse, om puternic⁠(d) și actor francez.
Rigoulot s-a născut în Le Vesinet, Franța, și a început să se antreneze cu greutăți încă din copilărie. A fost observat de antrenorul de greutăți Jean Dame ridicând pietre litografice grele când Rigoulot avea 16 ani, iar Dame a început să îl antreneze și să îl pregătească pe adolescent.

## Cariera de haltere și om puternic
Ca halterofil, a câștigat medalia de aur la categoria 82,5 kg la Jocurile Olimpice de vară din 1924. Între 1923 și 1926, a stabilit opt recorduri mondiale oficiale. În 1924, a devenit prima persoană care a reușit să curețe și să smulgă mai mult de 400 de kilograme, folosind halterele fără rotație din acea vreme. În 1928, a stabilit două recorduri mondiale: un clean and jerk⁠(d) de 360 lb și un snatch⁠(d) de 253 lb. În 1930, a devenit prima persoană care a reușit să ridice de la înălțime roțile Apollon Railway Car Wheels, un set de roți de tren în formă de bară de 166 kg (366 lb), de formă ciudată, folosit de omul puternic Louis Uni⁠(d) și predecesorul „Axlei lui Apollon⁠(d)”.